# Benjamin Emini
Benjamin Emini (ur. 20 lipca 1992 w Podujevie) – kosowski piłkarz, grający na pozycji prawego lub lewego obrońcy w kosowskim klubie KF Llapi, którego jest kapitanem. Związany przez całą karierę z KF Llapi.

## Sukcesy

### Klubowe
KF Llapi
- Wicemistrzostwo Kosowa: 2023/2024
- Zdobywca Pucharu Kosowa: 2020/2021, 2021/2022
- Finalista Pucharu Kosowa: 2016/2017
- Zdobywca Superpucharu Kosowa: 2021
- Finalista Superpucharu Kosowa: 2022